# 茨城県道304号小川川島停車場線

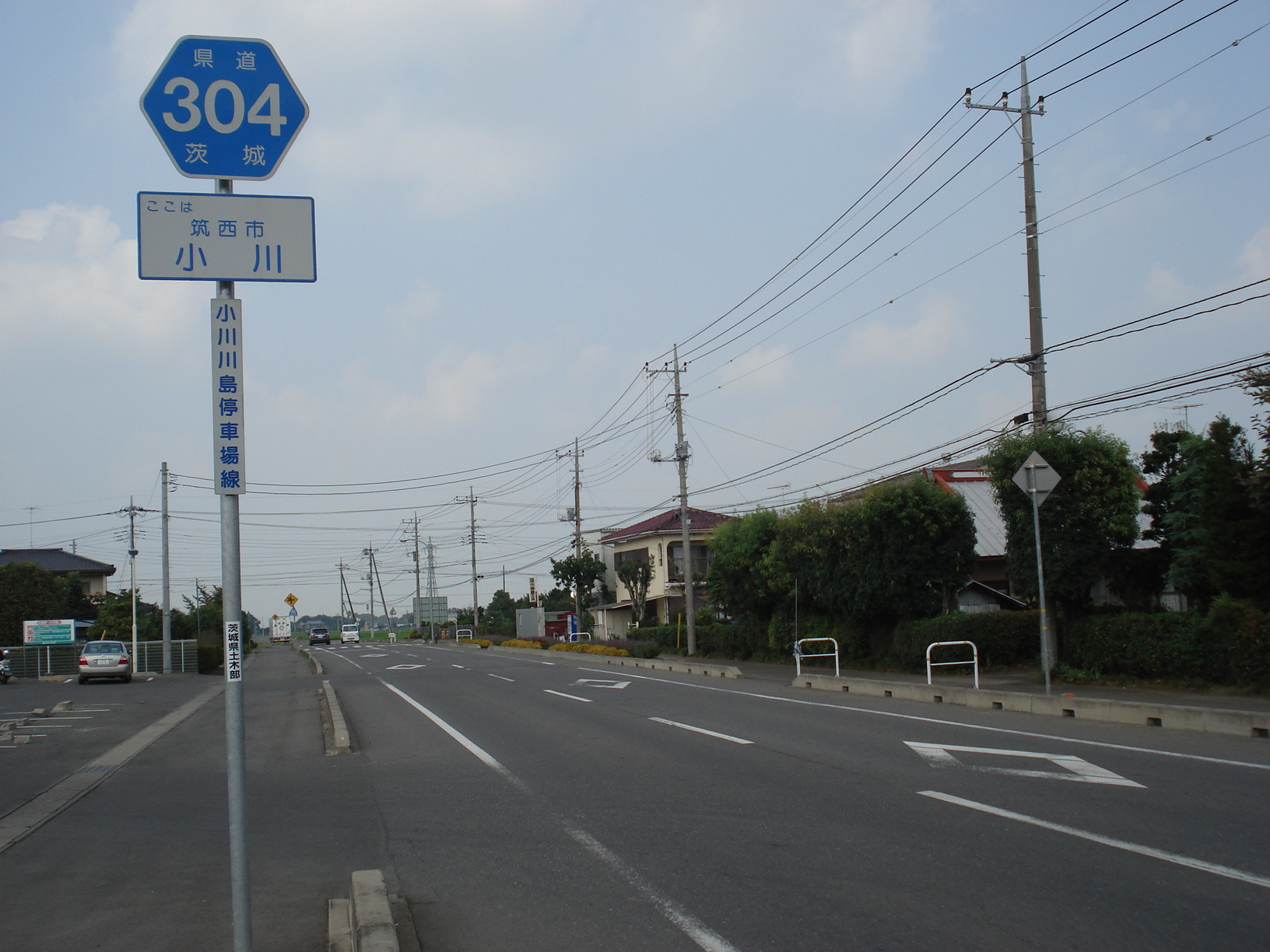
茨城県筑西市小川付近

茨城県道304号小川川島停車場線（いばらきけんどう304ごう おがわかわしまていしゃじょうせん）は、茨城県筑西市内を通る県道で、東日本旅客鉄道（JR東日本）水戸線川島駅と接続するための道路である。

## 概要
筑西市小川の茨城県道204号結城二宮線より分岐南下しJR川島駅に至る路線で、筑西市布川 - 伊佐山間は国道50号結城バイパスとの重用となる。路線認定当時より、小川 -  伊佐山間を南北に最短ルートで結ぶ旧道区間が県道に指定されていたが、2004年に下館市へ移管されて市道となったため、現路線のルートは、筑西市布川で国道50号を経由してJR川島駅の周囲を時計回りに大きく回り込むルートとなっている。なお、筑西市布川 - 終点・川島駅の区間は、茨城県道303号舟玉川島停車場線との重複区間にもなっている。

### 路線データ
- 起点：筑西市小川（茨城県道204号結城二宮線交点 小川北交差点）[4]
- 終点：筑西市伊佐山字本宿北168番5地先（JR川島駅）[1]
- 総延長：3.271 km[5]
- 重用延長：なし[5]
- 未供用延長：なし[5]
- 実延長：3.271 km[5]
- 自動車交通不能区間延長[注釈 1]：なし[5]

## 歴史
1959年（昭和34年）10月14日、新たな県道として下館市大字小川を起点とし、下館市大字川島の川島停車場を終点とする区間を本路線とする県道小川川島停車場線として茨城県が県道路線認定した。1985年（昭和60年）に路線認定の一部改正があり、地名の変更に伴って終点を「下館市大字伊佐山　川島停車場」に改められた。
1995年（平成7年）に整理番号304となり現在に至る。

### 年表
- 1889年（明治22年）4月16日：川島駅（旧伊佐山駅）が開業する。
- 1959年（昭和34年）10月14日
  - 現在の路線が路線認定される（図面対象番号241）[6]。
  - 道路の区域は、下館市小川の県道結城二宮線分岐から下館市下川島の川島停車場までと決定された[7]。
- 1985年（昭和60年）2月18日
  - 終点の大字地名変更に伴い、現在の路線認定の一部改正があり、終点を「下館市大字伊佐山 川島停車場」に改める[8][注釈 2]。
  - 県道の区域決定の一部改正により、「下館市大字小川 県道結城二宮線分岐から下館市大字伊佐山 川島停車場まで」に改める[4][注釈 3]。
- 1995年（平成7年）3月30日：整理番号297から現在の番号（整理番号304）に変更される[9]。
- 1998年（平成10年）11月6日：下館市大字小川字前原 - 同市大字布川（国道50号）までバイパス（約1.8km）が開通する[10]。
- 2000年（平成12年）4月1日：下館市大字下江連 - 下館市大字布川の区間が、通行する車両の最大重量限度25トンの道路に指定される[11]。
- 2000年（平成12年）4月27日：下館市大字小川地内（小川北交差点 - セブンイレブン下館小川店の交差点）までのバイパス道路（約0.9km）を供用開始[12]。
- 2004年（平成16年）4月15日：下館市大字小川 - 同市大字伊佐山の旧道（1.237km）が指定解除され下館市道に降格[1]。
- 2012年（平成24年）3月22日：筑西市小川地内の旧道（880m）が県道指定解除され筑西市道に降格[13]。

## 路線状況

### バイパス
- 県道小川川島停車場線バイパス
筑西市小川（現道分岐） - 同市布川（国道50号交点）をJR川島駅の東側にて南北に結ぶ約1.8kmのバイパス道。1998年開通[10]。川島駅の東側に位置し現道と並行する。JR水戸線の線路を踏切で横断した旧道に対し、バイパスは跨線橋で立体交差する構造により渋滞緩和に寄与している。バイパス開通を受けて、旧道は2004年に筑西市に移管された[1]。

### 重複区間
- 国道50号結城バイパス（筑西市布川 - 下川島交差点：約1.0km）[1]
- 茨城県道303号舟玉川島停車場線（筑西市布川 - 川島駅：1.5km）[2][3]

## 地理

### 通過する自治体
- 茨城県
  - 筑西市

### 交差する道路
- 栃木県道・茨城県道316号真岡下館線
- 国道50号結城バイパス（筑西市布川 - 伊佐山）※重複
- 茨城県道303号舟玉川島停車場線（筑西市布川 - 同市伊佐山）※重複
- 国道50号（伊佐山）

### 沿線
- JR川島駅